# Bunodophoron
Bunodophoron A. Massal. (koralek) – rodzaj grzybów z rodziny widlinowatzch (Sphaerophoraceae). Ze względu na współżycie z glonami zaliczany jest do grupy porostów. W Polsce występuje jeden gatunek.

## Systematyka i nazewnictwo
Pozycja w klasyfikacji według Index Fungorum: Sphaerophoraceae, Lecanorales, Lecanoromycetidae, Lecanoromycetes, Pezizomycotina, Ascomycota, Fungi.
Synonimy nazwy naukowej: Pleurocybe Müll. Arg., Pleurocybomyces Cif. & Tomas., Pseudosphaerophorus M. Satô.
Nazwa polska według W. Fałtynowicza.

## Niektóre gatunki
- Bunodophoron australe (Laurer) A. Massal. 1861
- Bunodophoron coomerense (Ohlsson) Wedin 1993
- Bunodophoron diplotypum (Vain.) Wedin 1993
- Bunodophoron flaccidum (Kantvilas & Wedin) Wedin 1993
- Bunodophoron formosanum (Zahlbr.) Wedin 1993
- Bunodophoron imshaugii (Ohlsson) Wedin 1993
- Bunodophoron insigne (Laurer) Wedin 1993
- Bunodophoron macrocarpum (Ohlsson) Wedin 1993
- Bunodophoron melanocarpum (Sw.) Wedin 1995 – koralek widlina
- Bunodophoron murrayi (Ohlsson ex Tibell) Wedin 1993
- Bunodophoron patagonicum (C.W. Dodge) Wedin 1993
- Bunodophoron ramuliferum (I.M. Lamb) Wedin 1993
- Bunodophoron scrobiculatum (C. Bab.) Wedin 1993
- Bunodophoron tibellii (Wedin) Wedin 1993

Nazwy naukowe na podstawie Index Fungorum (uwzględniono tylko gatunki zweryfikowane). Nazwy polskie według checklist W. Fałtynowicza.